# Lorena Guréndez
Lorena Guréndez García (Vitoria, 7 maggio 1981) è un'ex ginnasta spagnola di origine basca.

## Palmarès

### Olimpiadi
- 1 medaglia:
  - 1 oro (Atlanta 1996 nel concorso a squadre)

### Mondiali
- 4 medaglie:
  - 2 ori (Budapest 1996 nel gruppo - 3 palle e 2 nastri; Siviglia 1998 nel gruppo - 3 nastri e 2 cerchi)
  - 2 argenti (Budapest 1996 nel gruppo - concorso generale; Siviglia 1998 nel gruppo - concorso generale)

### Europei
- 3 medaglie:
  - 1 argento (Patrasso 1997 nel gruppo - 5 palle)
  - 2 bronzi (Patrasso 1997 nel gruppo - 3 palle e 2 nastri; Budapest 1999 nel gruppo - 3 nastri e 2 cerchi)